# Selbsthilfe-Bauverein
Die Selbsthilfe-Bauverein eG Flensburg (SBV) ist die größte Wohnungsbaugenossenschaft in Flensburg. Der SBV ist seit den 1950er-Jahren in der Stadt tätig. Seitdem baut und modernisiert die Genossenschaft Wohnungen, um sie anschließend zu vermieten. Zum SBV-Bestand zählen rund 7.531 Wohnungen mit knapp 452.830,66 m² Wohnfläche (Stand: 31. Dezember 2021), sowie Gewerbeeinheiten, Garagen und PKW-Stellplätze im gesamten Flensburger Stadtgebiet. Daneben verwaltet der SBV zusätzlich mehr als 4000 Immobilien. Die Genossenschaft hat rund 12.000 Mitglieder mit mehr als 190.000 Geschäftsanteilen.

## Genossenschaftlicher Aufbau des SBV
Die Mitgliedschaft einer Person kommt durch Kauf eines Geschäftsanteils zustande. Mitglieder sind damit am Wohnungsbestand des SBV beteiligt. Alle fünf Jahre werden durch die Mitglieder der Genossenschaft die Vertreter für die Vertreterversammlung gewählt. Die Vertreterversammlung wählt unter anderem den Aufsichtsrat. Dieser Aufsichtsrat stellt den Vorstand ein und soll diesen überwachen, unterstützen und beraten. Der Vorstand stellt Mitarbeiter und Mitarbeiterinnen ein und leitet diese an. Das Mitarbeiterteam verwaltet und betreut den Bestand der Genossenschaft und deren Belange. Regelmäßig muss der Vorstand dem Aufsichtsrat und der Vertreterversammlung Rechenschaft über die Aktivitäten ablegen.

## Geschichte

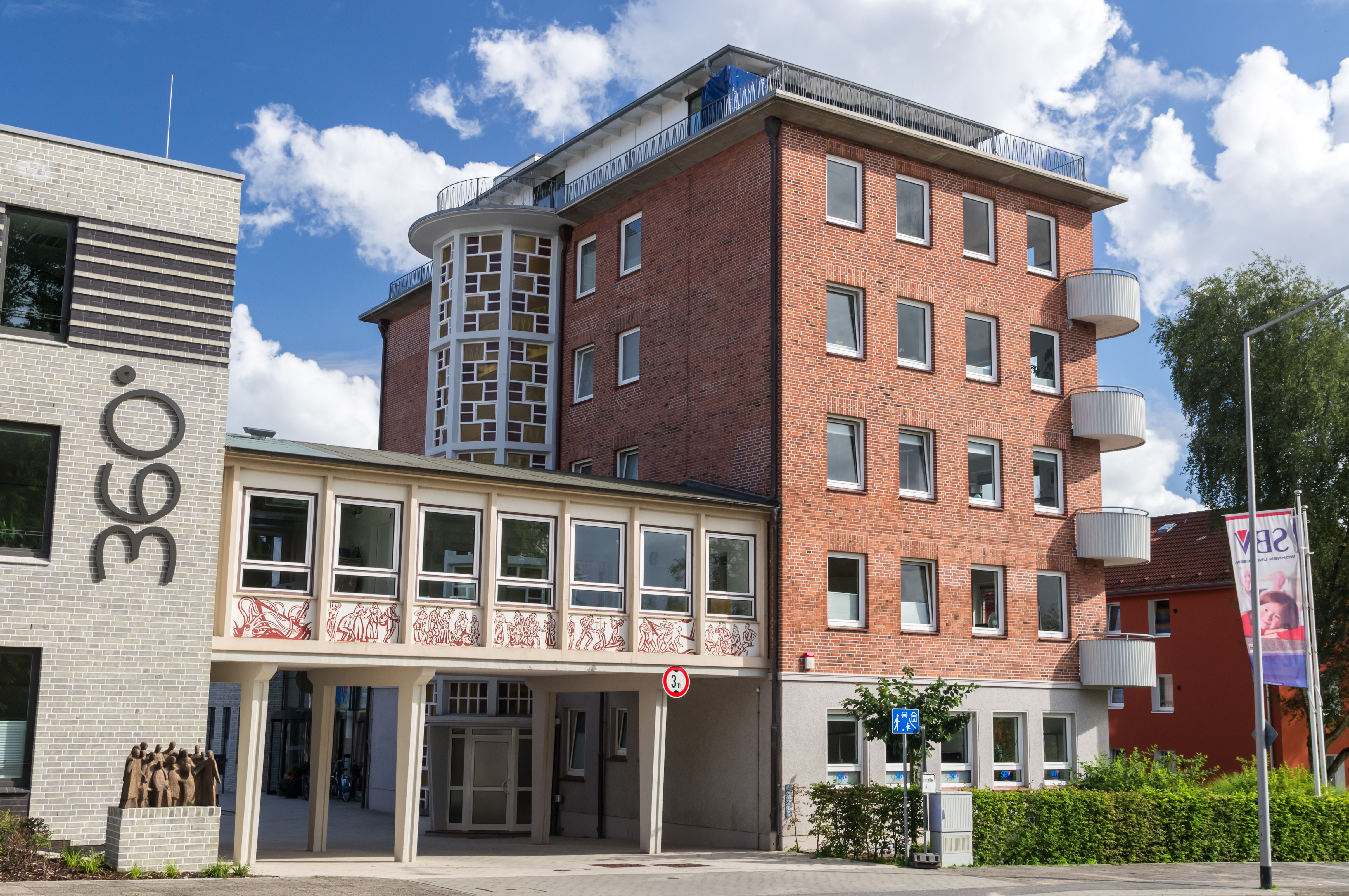
Das Verwaltungsgebäude des SBV, das heutzutage eines der Kulturdenkmale des Stadtteils Fruerlund darstellt.

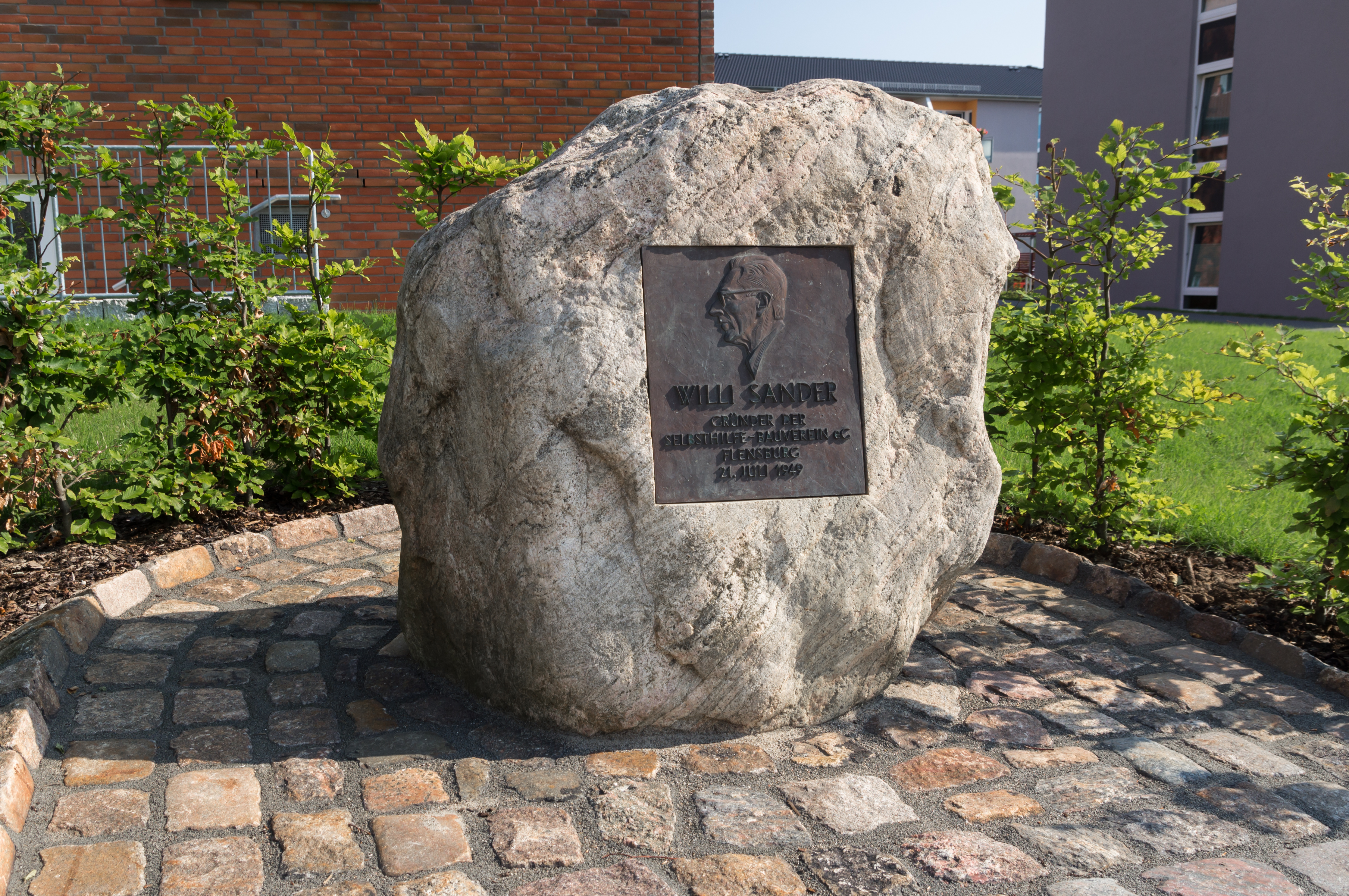
Gedenkstein an Willi Sander, dem Gründer des SBV nahe dem Verwaltungsgebäude in Fruerlund

Nach dem Zweiten Weltkrieg sind viele Kriegsflüchtige nach Flensburg gekommen, welche dringend neue Wohnungen benötigten. Der Niederschlesier Willi Sander gründete deshalb am 21. Juli 1949 mit weiteren 36 Neu-Flensburgern den Selbsthilfe-Bauverein Flensburg (SBV) als Genossenschaft, um den entsprechenden Wohnraum zu organisieren. Willi Sander wurde zum ersten Vorsitzenden des Vorstandes gewählt. 1950 wurde die Genossenschaft in das Genossenschaftsregister beim Amtsgericht Flensburg eingetragen. Nach Zusagen von Fördermitteln aus dem Flüchtlings-Sonderprogramm für 600 Wohnungen, begann der Bau der Sozialwohnungen in Fruerlund. Hier entstand ein ganzes neues Viertel, das im Volksmund den Namen Flüchteby erhielt. Der dörfliche Name ist eine Zusammensetzung aus Flüchtling und -by. Die ersten SBV-Mitglieder zogen 1951 in ihre neuen Wohnungen in der Siedlung ein. Im Jahr 1957 wurde ein sechsgeschossiges, aus Backstein bestehendes Wohn-/Bürohaus in der Mürwiker Straße 26 fertiggestellt. Ein Brückenbau verband das Gebäude mit seinem Nachbargebäude und bildete zugleich eine Toreinfahrt die nach Flüchteby zum dortigen Nettelbeckplatz führte. Noch heute dient das Gebäude, das seit 2012 die Adresse Willi-Sander-Platz 1 besitzt, als Verwaltungssitz. Im Jahr 1963 war Flüchteby, mit seinen rund 1150 Wohnungen in mehreren Wohnblöcken, Eigenheimen und Kleinsiedlungsbereichen, fertiggestellt worden.
Zum 25-jährigen Bestehen des SBV, im Jahre 1974, feierten 600 Teilnehmer im Deutschen Haus. Der SBV zählte zu dieser Zeit 2.607 Mitglieder. Des Weiteren gehörten rund 1.900 Wohnungen und rund 300 betreute und gewerbliche Projekte zum Bestand. Ein Jahr später ging der langjährige SBV-Vorstandsvorsitzende Willi Sander in den Ruhestand. Helmut Schumann übernahm sein Amt. Willi Sander starb im Juni 1995. Mit dem Jahr 1998 kaufte der SBV die Gesellschafteranteile der Wohnungsbaugesellschaft A in Rendsburg mit einem Wohnungsbestand von 299 Wohnungen. Im Jahr 1999 wurde der SBV 50 Jahre alt. Die Genossenschaft zählte derweil 3.714 Mitglieder, hatte über 2000 Wohnungen im Bestand und verwaltete zusätzlich fast 700 Wohnungen in Fremdbesitz.

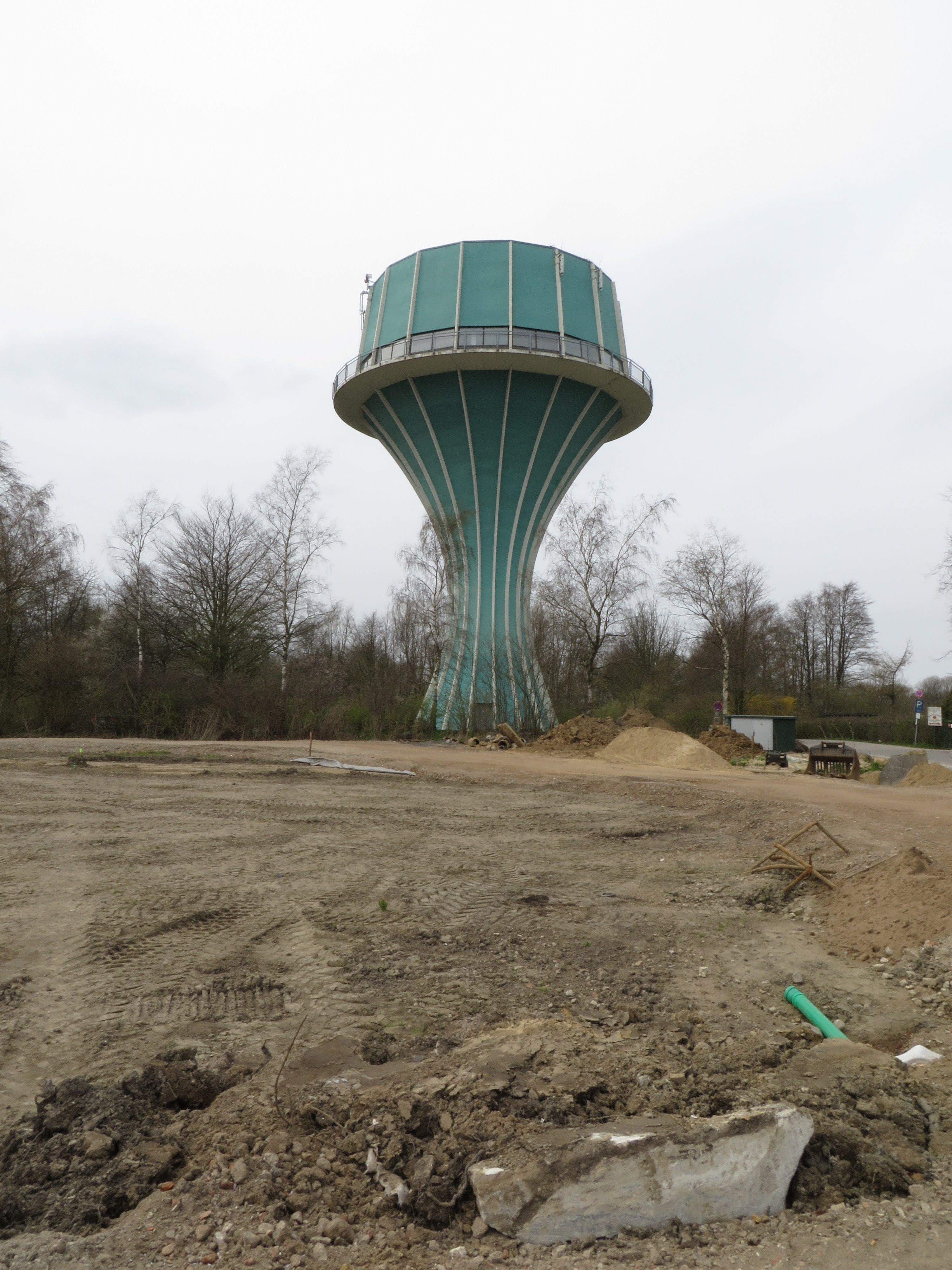
Das ehemalige Volksparkgelände im Jahr 2014, das seit 2015 auch vom SBV überbaut wurde.

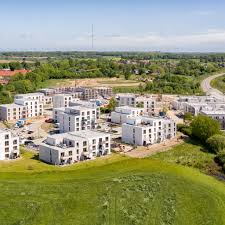
Das Neubauprojekt Tarup wurde 2022 mit über 280 Wohneinheiten fertiggestellt.

Mit dem Jahr 2002 wurde Raimund Dankowski zum Vorstandsvorsitzenden gewählt. Im Jahr 2005 wurde das erste SBV-Servicehaus beim Sandberg in der Schulze-Delitzsch-Straße 21 gebaut. Das Haus ist ein Gemeinschaftsprojekt von SBV, Arbeiterwohlfahrt (AWO) und FAB. Weitere Servicehäuser entstehen in den Jahren darauf in Fruerlund und im Stadtteil Friesischer Berg. Die Servicehäuser sollen Bewohnern größtmögliche Eigenständigkeit, barrierefrei Appartements, Gemeinschaftsräume und Freizeitangebote bieten. Im Jahr 2002 wurde die SBV-Stiftung Helmut Schumann gegründet. Ihr Namensgeber ist der ehemalige langjährige Direktor und Vorstandsvorsitzende Helmut Schumann. Die Stiftung wurde ins Leben gerufen, um die Gemeinschaft in den verschiedenen Quartieren des SBV zu fördern und Generationen und Nationalitäten eine gemeinsame Plattform zu bieten. Dabei organisiert die Stiftung gemeinsame Projekte, Workshops und wiederkehrende Veranstaltungen. 2006 kaufte der SBV für 115 Millionen Euro die kommunale Wohnungsgesellschaft mit einem Bestand von rund 4800 Wohnungen. Die Stadt Flensburg und der SBV einigten sich damit auf einen ungewöhnlichen Schritt, der als „Flensburger Weg“ bekannt wurde. Der SBV gründete im Jahr 2008 mit anderen Partnern den Klimapakt Flensburg. Am 15. Juli 2010 wurde Jürgen Möller neues Vorstandsmitglied des SBV.
2010 begann die Neugestaltung des Quartiers Fruerlund, die 2014 weitestgehend abgeschlossen wurde. Im Jahr 2012 kaufte der SBV die ehemalige Schokoladenfabrik in der Straße Munketoft und riss diese für Wohnbauprojekte ab. Das Gelände im Bahnhofsviertel wurde für die Errichtung von Studentenwohnungen benötigt. Im Sommer 2011 gründete der SBV eine eigene Spareinrichtung für seine Mitglieder. Zum 1. Januar 2013 kaufte der SBV die hgv-Immobilienmanagement GmbH mit einem Bestand von 6.250 verwalteten Einheiten. Die Firma war 1971 als Tochterunternehmen der Densch&Schmidt-Gruppe gegründet worden. Anfang 2014 wurde die neue Tochtergesellschaft in SBV Immobilienmanagement GmbH umbenannt. Seit Januar 2018 wurde diese GmbH größtenteils in die Selbsthilfe-Bauverein eG Flensburg integriert.
2015 startete der SBV den Neubau von Wohnungen auf einem über 30.000 m² großen Areal, es wurde zuvor dem Volksparkgelände entzogen. An dieser Bebauung sind die Unternehmen Höft, Bauplan Nord sowie auch die WOGE Kiel beteiligt. Im selben Jahr begann der Neubau der Exe-Häuser, mit der Adresse Schützenkuhle 15 und Zur Exe 1–4. Die vorherigen Gebäude waren durch Brandstiftung stark beschädigt worden. Im Jahr 2016 wurden im Zuge der Sanierung des Bahnhofsviertels der Südstadt, an der Bahnhofstraße eine größere Anzahl neuer Wohnungen gebaut. Im Jahr 2017 wurde im Stadtteil Mürwik, im Bereich vom Stadtbezirk Wasserloos am Schottweg, ein Hochhaus mit Seniorenwohnungen errichtet und 2018 von den neuen Bewohner bezogen. 2017 ging der langjährige Vorstandsvorsitzende Raimund Dankowski in den Ruhestand. Seinen Vorsitz übernahm das bisherige Vorstandsmitglied Jürgen Möller, neu in den Vorstand kam Michael Ebsen. Ebenfalls starteten 2018 die Bauarbeiten des neuen Quartiers WohnPark Tarup. Die Bauarbeiten wurden 2022 abgeschlossen und es entstanden auf etwa 43 Hektar insgesamt 34 Neubauten mit knapp 300 Wohnungen. Auch die Travestraße 28 wurde für Neubauprojekte genutzt, um 82 neue Wohnungen zu schaffen. Integriert wurde eine Demenz-WG für 12 Patienten in das Gebäude. Auch im Jahr 2017 ging ein Neubauprojekt des SBV auf der Rude 1 bis 21 in die Startphase. Nachdem die alten Gebäude abgerissen waren, entstanden 115 neue Wohnungen. Seit 2021 laufen die Bauarbeiten für ein neues Kitagebäude in Fruerlund, welches voraussichtlich 2021 fertiggestellt sein wird.

## Zusätzliche Aktivitäten

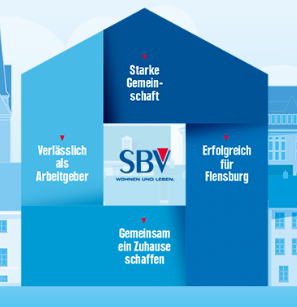
Die Leitsätze des SBV.

SBV-Bote
Dreimal im Jahr gibt der SBV das Mitgliedermagazin „SBV-Bote“ heraus. Die Erstausgabe erschien im Dezember 1969.
Veranstaltungen und Aktionen
Der SBV organisiert regelmäßig Stadtteilfeste für seine Mitglieder. Ebenfalls werden Bingo-Nachmittage, die Weihnachtsbäckerei oder auch die Veranstaltung mit dem SBV-Grillwagen „Snack Schnack“ organisiert.
Des Weiteren unterstützt der SBV Mitglieder bei der Ausstattung von privaten Feiern. Auch die Obstwiese des SBV lädt mit Veranstaltungen die Öffentlichkeit ein.
Gemeinschaftshaus
Am 1. Juni 2012 eröffnete der SBV sein 360°-Gemeinschaftshaus in Fruerlund. Dort wurde Raum geschaffen, in dem sich Mitglieder und Nichtmitglieder zu Veranstaltungen zusammenfinden können. Zweimal im Jahr wird ein Veranstaltungsprogramm mit jeweils ungefähr 50 verschiedenen Veranstaltungen erstellt. Außerdem können die Räume für private Feiern angemietet werden. Im September 2015 eröffnete der SBV das „KommRein“ in der Apenrader Straße, einen für alle offenen Nachbarschaftstreff. Das KommRein bietet Raum, um selbstorganisierte Kurse, Feiern oder regelmäßige Treffen zu ermöglichen.